# 小行星8088
小行星8088（8088 Australia）是一颗绕太阳运转的小行星，为主小行星带小行星。该小行星于1990年9月23日发现。

## 轨道参数
小行星8088的轨道半长轴为2.2893349 UA，离心率为0.151。